# Campionatul Mondial de Handbal Feminin din 1956

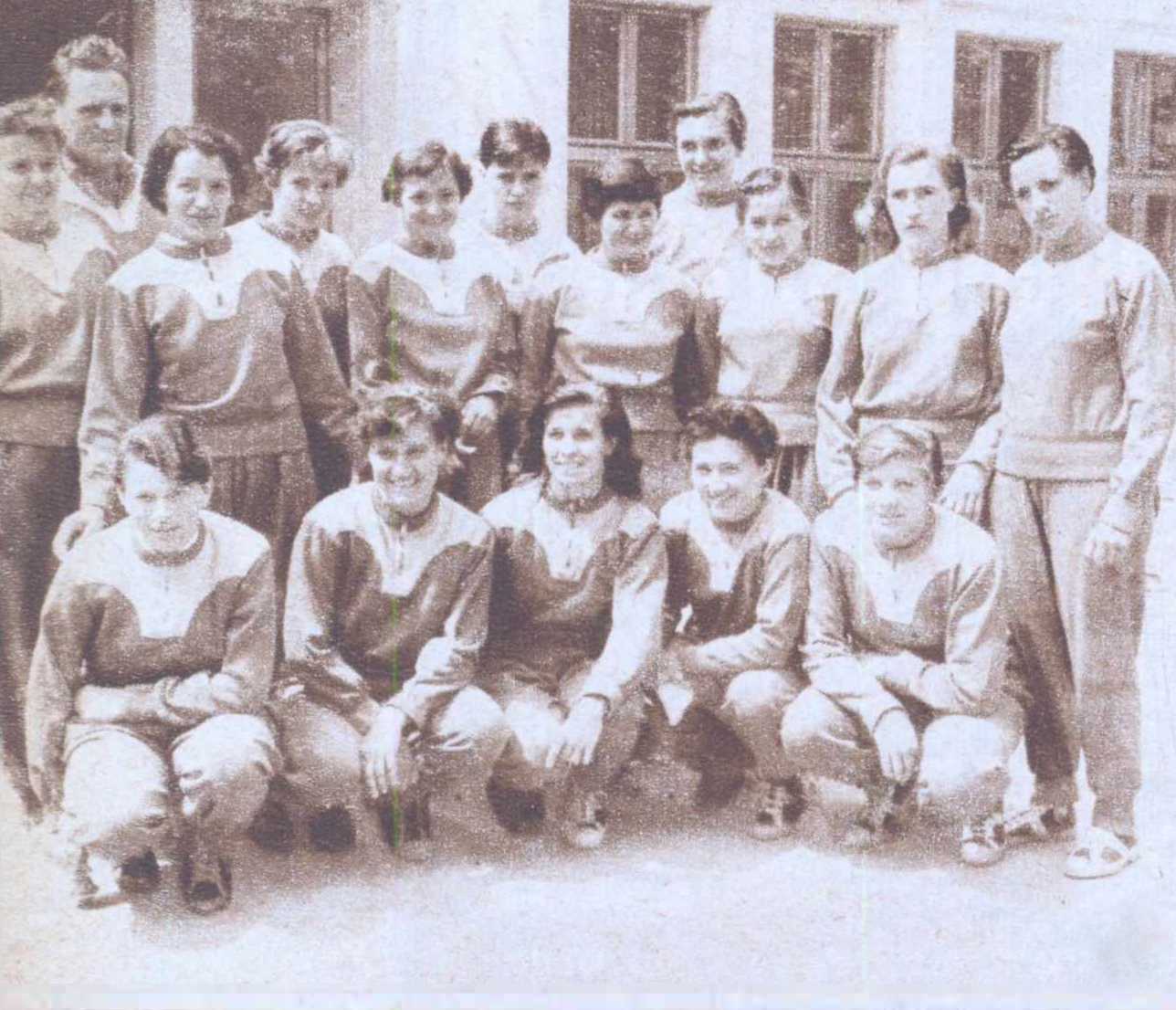
Echipa României a devenit campioană mondială

Campionatul Mondial de Handbal Feminin din 1956 a fost o competiție organizată de IHF care a avut loc în perioada 1-8 iulie 1956, în Republica Federală Germania. A fost a doua ediție a Campionatului Mondial desfășurată pe stadion, în format de 11 jucătoare.
România a devenit campioană mondială după ce a învins în finală selecționata Germaniei cu scorul de 6 la 5.
Următoarea ediție a Campionatului Mondial de Handbal Feminin în 11 jucătoare a avut loc în 1960, fiind ultima în acest format. În paralel, în 1957 s-a ținut prima ediție a Campionatului Mondial în 7 jucătoare. Cele trei ediții desfășurate în format de 11 jucătoare nu sunt luate în considerare atunci când vine oficial vorba despre campionatul mondial. Edițiile în format de 7 jucătoare sunt numerotate separat de către IHF. Astfel, ediția în 11 jucătoare din 1956 este considerată a doua, în timp ce ediția în 7 jucătoare din 1957 este considerată prima.

## Stadioane
Toate meciurile competiției s-au desfășurat în aer liber, pe stadioane.
- Stadt Bad Homburg, Bad Homburg
- Wildparkstadion, Karlsruhe
- Stadt Landau in der Pfalz, Landau
- Mannheim Stadion, Mannheim
- Frankfurt Waldstadion, Frankfurt pe Main

## Echipe calificate
| Țara          | Apariții anterioare în competiție1 |
| ------------- | ---------------------------------- |
| Austria       | 1 (1949)                           |
| Franța        | 1 (1949)                           |
| R.F. Germania | 0                                  |
| Iugoslavia    | 0                                  |
| România       | 0                                  |
| Ungaria       | 1 (1949)                           |

1 Bold indică echipa campioană din acel an

## Fazele preliminare
Cele șase echipe participante au fost distribuite în două grupe de câte trei. Toate trei echipele din fiecare grupă preliminară au avansat în fazele superioare.
|  | Echipele calificate în finală                 |
|  | Echipele care au concurat pentru locurile 3-4 |

### Grupa A
| Echipa        | M | V | E | Î | GM | GP | G  | Pct |
| ------------- | - | - | - | - | -- | -- | -- | --- |
| R.F. Germania | 2 | 1 | 1 | 0 | 9  | 6  | +3 | 3   |
| Ungaria       | 2 | 1 | 1 | 0 | 9  | 8  | +1 | 3   |
| Iugoslavia    | 2 | 0 | 0 | 2 | 6  | 10 | −4 | 0   |

| 1 iulie 1956 | R.F. Germania | 5 – 2 | Iugoslavia |  |
| 1 iulie 1956 |               |       |            |  |
| 1 iulie 1956 |               |       |            |  |

| 3 iulie 1956 | Ungaria | 5 – 4 | Iugoslavia | Stadt Bad Homburg, Bad Homburg |
| 3 iulie 1956 | (2-3)   |       |            | Stadt Bad Homburg, Bad Homburg |
| 3 iulie 1956 |         |       |            | Stadt Bad Homburg, Bad Homburg |

| 5 iulie 1956 | R.F. Germania | 4 – 4 | Ungaria |  |
| 5 iulie 1956 |               |       |         |  |
| 5 iulie 1956 |               |       |         |  |

### Grupa B
| Echipa  | M | V | E | Î | GM | GP | G  | Pct |
| ------- | - | - | - | - | -- | -- | -- | --- |
| România | 2 | 2 | 0 | 0 | 8  | 3  | +5 | 4   |
| Austria | 2 | 0 | 1 | 1 | 5  | 7  | −2 | 1   |
| Franța  | 2 | 0 | 1 | 1 | 6  | 9  | −3 | 1   |

| 1 iulie 1956 | România                       | 3 – 1 | Austria | Wildparkstadion, Karlsruhe |
| 1 iulie 1956 | Dumitrescu, Jianu, Sălăgean 1 | (1-0) |         | Wildparkstadion, Karlsruhe |
| 1 iulie 1956 |                               |       |         | Wildparkstadion, Karlsruhe |

| 3 iulie 1956 | România | 5 – 2 | Franța | Mannheim Stadion, Mannheim |
| 3 iulie 1956 | (2-2)   |       |        | Mannheim Stadion, Mannheim |
| 3 iulie 1956 |         |       |        | Mannheim Stadion, Mannheim |

| 5 iulie 1956 | Austria | 4 – 4 | Franța | Stadt Landau in der Pfalz, Landau |
| 5 iulie 1956 |         |       |        | Stadt Landau in der Pfalz, Landau |
| 5 iulie 1956 |         |       |        | Stadt Landau in der Pfalz, Landau |

## Fazele superioare
La ediția din 1956 nu s-au desfășurat semifinale. Echipele care au terminat pe primul loc în cele două grupe s-au calificat direct în finală.

### Locurile 5-6
|  | Iugoslavia | 10 – 3 | Franța |  |
|  |            |        |        |  |
|  |            |        |        |  |

### Locurile 3-4
|  | Ungaria | 8 – 6 | Austria |  |
|  |         |       |         |  |
|  |         |       |         |  |

### Finala
| 6 iulie 1956 | România | 6 – 5 | R.F. Germania     | Frankfurt Waldstadion, Frankfurt pe Main Asistență: 35.000 |
| 6 iulie 1956 | Dobre 2 | (3-1) | cinci jucătoare 1 | Frankfurt Waldstadion, Frankfurt pe Main Asistență: 35.000 |
| 6 iulie 1956 |         |       |                   | Frankfurt Waldstadion, Frankfurt pe Main Asistență: 35.000 |

## Clasament și statistici

### Clasamentul final
|   | România       |
|   | R.F. Germania |
|   | Ungaria       |
| 4 | Austria       |
| 5 | Iugoslavia    |
| 6 | Franța        |

| România (primul titlu în 11 jucătoare) Echipa: Aurora Bran-Popescu, Carolina Cârligeanu, Ileana Colesnicov, Lucia Dobre, Magda Draser-Haberpursch, Victorița Dumitrescu, Irene Günther-Kinn, Elena Jianu, Irene Nagy-Klimovski, Elena Pădureanu, Aurelia Sălăgean-Tudor, Maria Scheip-Constantinescu, Anna Stark-Stănișel, Iosefina Ștefănescu-Ugron, Mora Windt-Martini. Antrenori: Constantin Popescu, Gabriel Zugrăvescu |